# Bude, Cornwall
Bude är en stad i Storbritannien.   Den ligger i grevskapet Cornwall och riksdelen England, i den södra delen av landet, 300 km väster om huvudstaden London. Bude ligger 10 meter över havet och antalet invånare är 6 113.
Terrängen runt Bude är platt. Havet är nära Bude västerut. Runt Bude är det ganska tätbefolkat, med 70 invånare per kvadratkilometer. Bude är det största samhället i trakten. Trakten runt Bude består i huvudsak av gräsmarker.